# Ageu Cirilo de Magalhães Júnior
Ageu Cirilo de Magalhães Junior (8 de junho de 1972) é pastor da Igreja Presbiteriana de Vila Guarani (igreja federada a Igreja Presbiteriana do Brasil), diretor do Seminário Teológico Presbiteriano Reverendo José Manoel da Conceição e vice-presidente do Sínodo Piratininga (um dos sínodos da Igreja Presbiteriana do Brasil).
Ageu é um dos pastores presbiterianos mais conhecidos no Brasil. Em 2022 foi indicado à presidência do Supremo Concílio da Igreja Presbiteriana do Brasil (SC IPB), alcançando o segundo lugar entre os candidatos, com 239 votos (18%).
Ageu é conhecido pelas suas posturas conservadoras em relação as práticas cúlticas, sendo reconhecido como protagonista de críticas a secularização do culto cristão e adoção de práticas antropocêntricas.
Em 2017, Ageu discursou na Assembleia Legislativa de São Paulo por ocasião da comemoração dos 500 anos da Reforma Protestante.. No mesmo ano, recebeu homenagem da Câmara Municipal de São Paulo por conta dos 500 anos da Reforma Protestante.
Em 16 de maio de 2019, Ageu discursou na Câmara Municipal de São Bernardo do Campo, quando recebeu o título de Cidadão Emérito do município.

## História
Ageu nasceu em São Paulo, São Paulo, em 8 de junho de 1972. Filho de pais presbiterianos, foi criado na expectativa de tornar-se pastor, mas na adolescência, na leitura do livro A Cruz e o Punhal, de David Wilkerson, é que foi despertado definitivamente para o ministério.
Entre 1992 e 1997 Ageu cursou teologia no Seminário Teológico Presbiteriano Reverendo José Manoel da Conceição. Ageu foi ordenado pastor em 9 de agosto de 1998, ocupado o oficio de pastor auxiliar na Igreja Presbiteriana do Jardim Ipê (São Bernardo do Campo) e a partir de 1999 tornou-se pastor da Igreja Presbiteriana de Vila Guarani.
Em 2003 Ageu tornou-se professor no Seminário Teológico Presbiteriano Reverendo José Manoel da Conceição e em 2004 se casou com Vivian Bertoni Moreira de Magalhães. No ano seguinte Ageu foi eleito presidente do Presbitério de Piratininga, reeleito no ano seguinte e ocupando mais uma vez a presidência do presbitério em 2010.
Em 2007 Ageu se tornou diretor do Seminário Teológico Presbiteriano Reverendo José Manoel da Conceição. Em 2011, foi eleito presidente do Sínodo Piratininga (um dos sínodos da Igreja Presbiteriana do Brasil). Desde 2019, ocupa o cargo de vice-presidente do sínodo.

### Candidatura à presidência do Supremo Concílio da IPB
Em 2018 Ageu foi candidato a presidência do Supremo Concílio da Igreja Presbiteriana do Brasil.
Do total de 1.296 delegado presentes, Ageu recebeu 78 votos, correspondendo a 6,01%, alcançando o terceiro lugar entre os candidatos.
Em 2022, Ageu foi novamente indicado à presidência do SC, tendo obtido 239 votos (18%) dos  1327 delegados presentes.

## Posicionamentos
Ageu é conhecido pelas suas posturas conservadores em relação as práticas cúlticas, sendo reconhecido como protagonista de críticas a secularização do culto cristão e adoção de práticas antropocêntricas.
Em 2014, Ageu posicionou-se contra a "Bíblia freestyle" na participação do programa Vejam Só, na Rede Internacional de Televisão (RIT), porque segundo ele a versão usa palavras imorais e distorce o sentido dos textos.
Ageu posiciona-se contrário a legalização do aborto no Brasil e a continuidade governo do Partido dos Trabalhadores em 2010.
Em 2016, Ageu participou novamente de debate no programa Vejam Só, na Rede Internacional de Televisão (RIT), em que declarou que o aborto é uma prática pecaminosa que não pode ser aceita como normal pela igreja e os membros que se envolverem em abortos devem ser disciplinados. 
Ageu defende o Princípio Regulador do Culto, Cessacionismo, Pedobatismo e subscrição da Confissão de Fé de Westminster como marcas da identidade presbiteriana.
Em 2022, foi acusado pelo jornal Estadão e pelos sites UOL, Yahoo e IstoÉ Dinheiro de ser responsável pelo afastamento de presbítero da Igreja Presbiteriana do Brasil (IPB) que defendia a descriminalização do aborto e do uso de maconha,  posicionamentos considerados incompatíveis com a fé cristã pela IPB.